# Ramon Destorrents
Ramon Destorrents (fl entre el 1351 i el 1362) fou un miniaturista i pintor català d'estil italo-gòtic, influït per l'escola senesa. És identificat com pintor del rei Pere el Cerimoniós després de la mort de Ferrer Bassa el 1348. El seu pare era l'il·lustrador Gregori Destorrents i el seu fill Rafael va ser un continuador de la professió.
Una notícia de 22 de maig de 1391 aporta dades familiars; en un atorgament de poders de la seva vídua Llorença, s'esmenten tres dels seus fills, Jaume, l'hereu, Rafael de setze anys, i Angelina. Rafael Destorrents ja hi consta com a pintor en un document de 1399, i va il·luminar un missal per al bisbe de Barcelona, Joan Armengol el 1403.

## Biografia
Es considera que es formà al taller dels Bassa, on rebé influències en la representació dels personatges dolços i en la realització de les característiques formes suaus, dins la línia italogòtica introduïda a la Corona d'Aragó per Ferrer Bassa.
En morir el mestre i desaparèixer el taller dels Bassa, Destorrents és sol·licitat per finalitzar els encàrrecs del rei Pere el Cerimoniós. D'aquesta manera succeeix a Ferrer Bassa i esdevé el pintor del rei. Destorrents se sent segur finalitzant encàrrecs de tècniques molt diferents: realitza retaules, il·lumina llibres o decora objectes diversos, mentre que els artistes contemporanis s'estaven especialitzant cada cop més.
Abans de la mort dels Bassa, el 1348,
És conegut sobretot per ser l'autor principal del Retaule de Santa Anna i la Mare de Déu per al Palau de l'Almudaina de Palma, treballant-hi entre 1353 i 1358. Però fou encarregat en primera instància a Ferrer Bassa per Pere III el Cerimoniós, poc després de la conquesta de l'illa el 1343. Actualment es conserva de manera fragmentada, la peça principal, Santa Anna amb la Verge nena, al Museu Nacional d'Art Antic o Museu das Janelas Verdes de Lisboa i un Calvari al Museu de Mallorca, cedit en dipòsit per la Societat Arqueològica Lul·liana. L'any 1353 Pere III li encarregarà la conclusió dels retaules de les capelles reials de Mallorca i València i l'any 1356, li confia la finalització del retaule de la capella reial de la Suda de Lleida. Tots aquests retaules inicialment foren adjudicats al taller dels Bassa però, Ferrer i Arnau Bassa moriren a causa de la pesta del 1348.
La dècada dels anys cinquanta l'obrador de Destorrents viu un moment àlgid i el mestre se sap envoltar d'un equip d'alt nivell que conrea un determinat gust perquè comparteix unes afinitats estètiques. Se succeïen els encàrrecs importants, l'any 1357 Destorrents encarregà a l'escultor Pere Moragues set imatges tallades amb fusta d'àlber i el mateix any va ingressar en el seu taller Pere Serra. A través d'ell i del seu fill, Rafael Destorrents, l'estil italo-gòtic va perdurar a Catalunya fins a finals del segle xiv.
Alguns autors també el consideren el cap del taller del Grup d'Iravals, on hauria treballat amb els germans Serra.
Actualment es consideren com a certes algunes notícies sobre Ramon Destorrents que s'acaben a l'inici de 1362. Però hi ha notícia d'un Ramon Destorrents documentat entre 1380 i 1391, considerant-se que pot ser un membre de la seva nissaga.

## Obra atribuïda

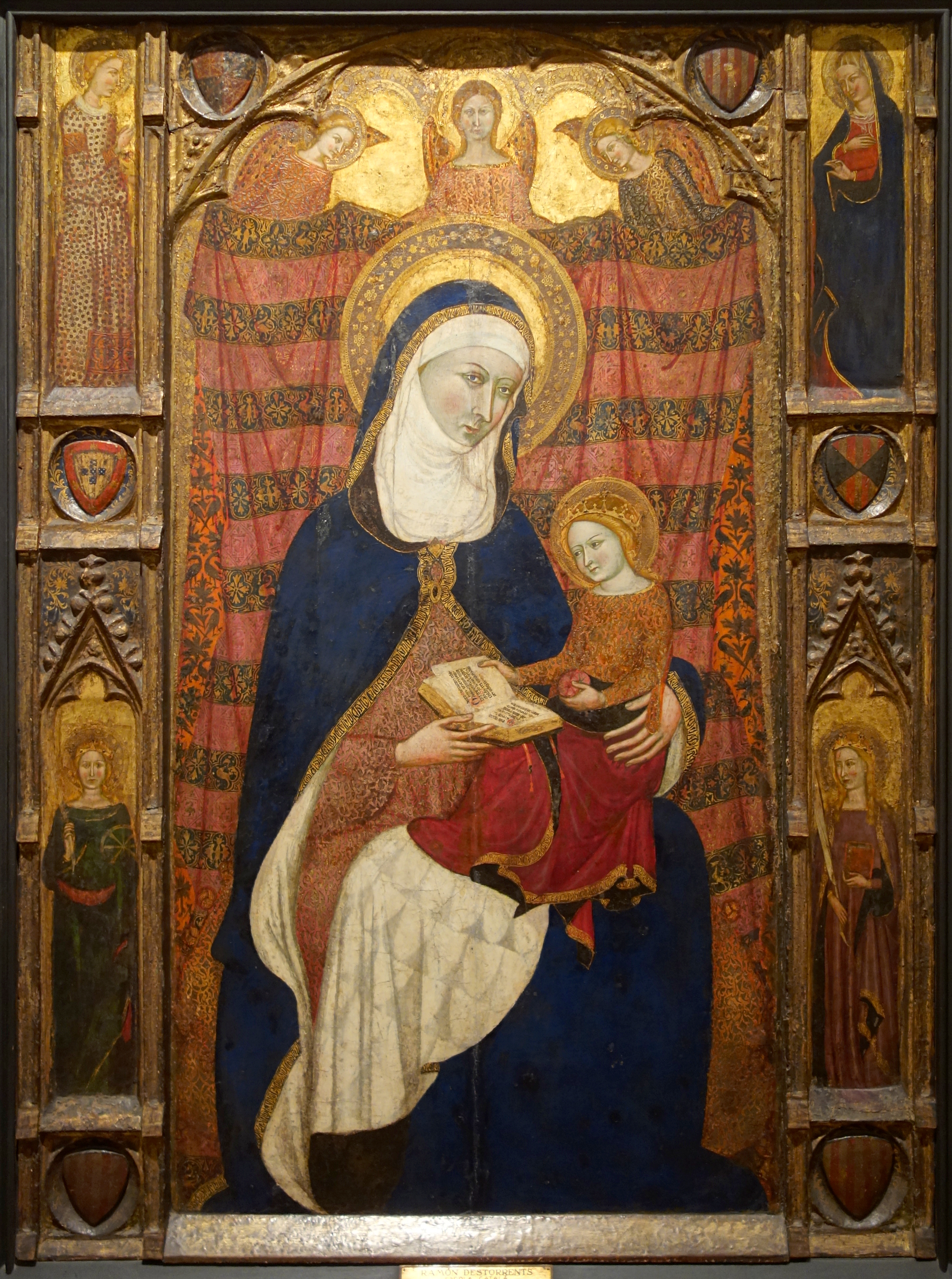
Retaule de Santa Anna i la Mare de Déu, acabat per Ramon Destorrents

- Retaule de Santa Anna i la Mare de Déu de la capella reial del palau de l'Almudaina de Mallorca (1353-58).
- Saltiri per a Pere III (1352). Cobrà 185 sous per les feines d'il·luminació d'un saltiri documentat, però no identificat.[2]
- Pintà el guardapols d'un retaule de la capella del castell de Lleida (1356).
- Retaule dels set goigs de la Mare de Déu de la capella reial de Saragossa (1358). Encarregat per la reina Elionor de Sicília, tercera muller de Pere el Cerimoniós.
- Predel·la de sant Onofre (1350-1360). Pintura al tremp sobre fusta.[10]
- Decorà amb els dotze signes zodiacals el pom d'una espasa reial (1359).
- Tasques d'il·luminació en un parell de llibres. El contracte s'establí entre la vídua de Ramon Valls i Gregori Destorrents, pare del mestre. Destorrents cobrà 70 sous al febrer de 1360, en finalitzar l'encàrrec que havia contret el seu pare.
- Tasques de dibuix i decoració d'una esfera amb els 12 signes del zodíac, els planetes, els estels, les bèsties i altres figures de l'esfera. Encarregada per Pere el Cerimoniós, fou documentada a través de l'albarà detallat sobre les despeses que l'astròleg Dalmau de Planes havia fet per construir l'esfera, acabada des de desembre del 1361.